# Дендропарк
Дендропа́рк (дендрологічний парк, дендропа́рк, дендра́рій, арборетум) — територія, на якій на відкритому ґрунті культивуються деревні рослини. Парк з колекцією різних порід дерев. Частіше сучасний дендропарк — це ботанічний сад, що містить живі колекції деревних рослин і принаймні частково призначений для наукових досліджень.
Для дендропарку характерна певна композиція (групи художньо поєднані з рельєфом місцевості, водоймами, архітектурними спорудами). 
Основне завдання – інтродукція та акліматизація дерев і кущів, їхня селекція, розповсюдження насіння та саджанців  цінних порід та форм, збереження рідкісних видів.
Види: державного та місцевого значення. 
В Україні 75 дендропарків знаходяться під охороною як пам’ятки садово-паркового мистецтва.